# Koningin Emmapolder
De Koningin Emmapolder is een polder die zich bevindt ten oosten van Graauw en waarop Emmadorp is gelegen.
In 1890 wilde men de schorren indijken die ten noorden van de Prosperpolder en de Van Alsteinpolder lagen. Deze schorren waren deels eigendom van de Staat der Nederlanden en deels van de Hertogen van Arenberg. De bedijking kwam in 1897 gereed, waarbij een polder van 599 ha ontstond, die vernoemd werd naar Koningin Emma.
De polder wordt aan de zijde van het Verdronken Land van Saeftinghe begrensd door een kilometers lange zeewerende dijk. Een bezoekerscentrum voor het natuurgebied aan de overzijde van de dijk bevindt zich te Emmadorp.
Tot 1970 behoorde de Koningin Emmapolder tot de gemeente Clinge, daarna tot de gemeente Hulst.
Burghpolder · Clinge- en Kieldrechtpolders · Clingepolder · Dullaertpolder · Eekenissepolder · Graauwsche Polders · Havenpolder · Hertogin Hedwigepolder · Hoof- en Molenpolder · Hooglandpolder · Kieldrechtpolders · Kievitpolder · Kleine Molenpolder · Koningin Emmapolder · Langendampolder · Louisapolder · Mariapolder (Hulst) · Melopolder · Mispadpolder · Molenpolder (Hulst) · Nijspolder · Noordhofpolder · Oude Graauwpolder · Oudelandpolder · Polders tussen Lamswaarde en Hulst · Polders van Hontenisse en Ossenisse · Saaftingepolders · Saeftingepolder · Ser-Pauluspolder · Stoofpolder · Van Alsteinpolder · Vitshoek · Willem-Hendrikspolder · Zandpolder · Zoutepolder